# Ганжа, Иван Куприянович
Иван Куприянович Ганжа (1940—2013) — советский хозяйственный, государственный и политический деятель, Герой Социалистического Труда.

## Биография
Родился в 1940 году в селе Георгиевка. Член КПСС.
С 1954 года — на хозяйственной, общественной и политической работе. В 1954—2000 гг. — механизатор на машинно-тракторной станции, тракторист в полеводческой бригаде целинного совхоза «Пограничный» в селе Нижняя Полтавка Константиновского района Амурской области, бригадир 4-й тракторно-полеводческой бригады, начальник цеха кормопроизводства, председатель 1-го кооператива совхоза «Пограничный» Константиновского района Амурской области.
Указом Президиума Верховного Совета СССР от 15 декабря 1972 года присвоено звание Героя Социалистического Труда с вручением ордена Ленина и золотой медали «Серп и Молот».
Делегат XXIV съезда КПСС.
Умер в селе Нижняя Полтавка в 2013 году.